# Куцюк-Кочинський Кирило Андрійович
Кири́ло Андрі́йович Куцю́к-Кочи́нський (8 липня 1910, с. Якимівці, нині Лановецького району Тернопільської області — 29 листопада 1991, м. Бухарест, Румунія, похований в Якимівцях) — український поет, перекладач, громадський діяч у Румунії. Член-засновник Союзу українців у Румунії (1954 рік). Чоловік Магдалини Ласло-Куцюк. За життя послуговувався прізвищами Куцюк, Коцюк та Кочинський (під час навчання у Львівській політехніці мешкав під польським прізвищем Кочинський).

## Життєпис
Навчався у Дерманській духовній семінарії на Рівненщині. 1935 року закінчив Львівську політехніку.
Працював у місті Заліщики. Під час другої світової війни перебирається з дружиною на Вінниччину. У 1941—1944 роках служив у церкві. 1944 року заарештований окупаційною владою та в числі інших українських бранців був направлений на примусову працю до Німеччини, але під час транспортування територією Румунії він зумів втекти з того ешелону.
Оселився в Румунії, працював будівельником у Сучавському повіті. Там зустрів дівчину, котра його виходила, та стала йому другою дружиною та натхненницею — Магдалину Ласло.
Згодом влаштувався технічним наглядачем в будівельному тресті у Бухаресті.
1959 року заарештований за політичні переконання, відбув п'ять років. Під час ув'язнення почав писати вірші. Його дружина допомагала йому у цій справі — на той час вже була професоркою україністики Бухарестського університету, письменницею та літературним критиком.
У 1980-х році тричі приїздив до свого села; допомагав у спорудженні нової церкви.
У 1988 році разом із своєю дружиною Магдаленою Ласло на шість місяців відправляються до США. Під час перебування в Америці друкує в Нью-Йорку фантастичну поему «Довге блукання Одіссея», яка стала творчою рефлексією пережитого поетом. За рік до смерті поет ще раз відвідує рідні Якімивці. Після чого повертається у Бухарест і пише заповіт — поховати його на рідній землі. Дружина виконала останню волю чоловіка. Поховано поета, згідно із заповітом, у рідному селі.

## Творчість
У творчості Кирила Куцю́к-Кочи́нського переважає мінорно-елегійна лірика. Основні мотиви — роздуми про долю митця в суспільстві (цикл віршів «Із щоденника Павла Грабовського»), ностальгія за втраченими традиціями народної культури («Лотоки чародійні», «Чумацька пісня»), інтимна лірика («Елегія», «Осіння туга»), ремінісценції з античної літератури («Поліфем», «Кроки Еврідіки»). Під впливом творчості М. Зерова серед жанрів віддає перевагу сонету. Переклав окремі вірші класиків румунської (Дж. Баковії, А. Мачедонського), польської (Л. Стаффа, Ю. Словацького, Б. Лесьмяна), словенської (Ф. Прешерена), французької (П. Елюара), італійської (С. Квазімодо), австрійської (Г. фон Гофмансталя), угорської (А. Йожефа, Б. Балажа), російської (О. Мандельштама, А. Вознесенського) та інших літератур.

## Доробок
Вийшли його збірки:
- «Надвечірній заспів» (1974),
- «Запах неба» (1977),
- «Відгук віків»,
- «Вогні смеркання» (1978, двомовна),
- «Непоборна надія» (1981),
- «Розквіт в буревіях» (1983),
- «Ліра» (1984),
- «Рушник на камені» (1984),
- «Шумлять тополі» (1988),
- «Відгук віків» (1989, двомовна).

Фантастична поема «Довге блукання Одіссея» (1988, Нью-Йорк).
Перекладав українською та румунською мовами твори англійських, болгарських, італійських, німецьких, польських, російських, румунських, словенських, угорських, французьких письменників.

## Вшанування
У Якимовецькій школі діє музей Куцюка-Кочинського.
З документів і матеріалів Куцюка-Кочинського, що передала його дружина Магдалина Ласло-Куцюк, у Державному архіві Тернопільської області, 1993 року створено особовий фонд поета.